# چندلر ماسی
چندلر ابیت ماسی (انگلیسی: Chandler Abit Massey؛ زادهٔ ۱۰ سپتامبر ۱۹۹۰) بازیگر و خواننده اهل ایالات متحده آمریکا است. وی از سال ۲۰۰۸ میلادی تاکنون مشغول فعالیت بوده و بیشتر به خاطر ایفای نقش ویل هورتون در سریال تلویزیونی روزهای زندگی ما شناخته می‌شود.
ماسی سه سال متوالی در سال‌های ۲۰۱۲، ۲۰۱۳ و ۲۰۱۴ برنده دریافت جایزه امی بهترین بازیگر مرد به خاطر بازی در یک سریال درام شد و اولین بازیگری است که جایزه امی را برای ایفای نقش یک شخصیت همجنس‌گرا دریافت کرده است. وی در سال‌های ۲۰۱۸ و ۲۰۲۰ نیز، نامزد دریافت جایزه امی برای بهترین بازیگر نقش مکمل مرد در یک سریال درام شد.